# Riisitunturi Nationalpark
Riisitunturi Nationalpark (finsk: Riisitunturin kansallispuisto) er en nationalpark i Posio, finske Lapland . Den blev etableret i 1982 og dækker 77 km2. Parken ligger på et bjergrigt område, og der er også mange sumpe, især i bakkerne.
Det eneste overnatningshytte i parken ligger i nærheden af den totoppede bakke Riisitunturi der er 465,3 moh.